# Kloster Seeon

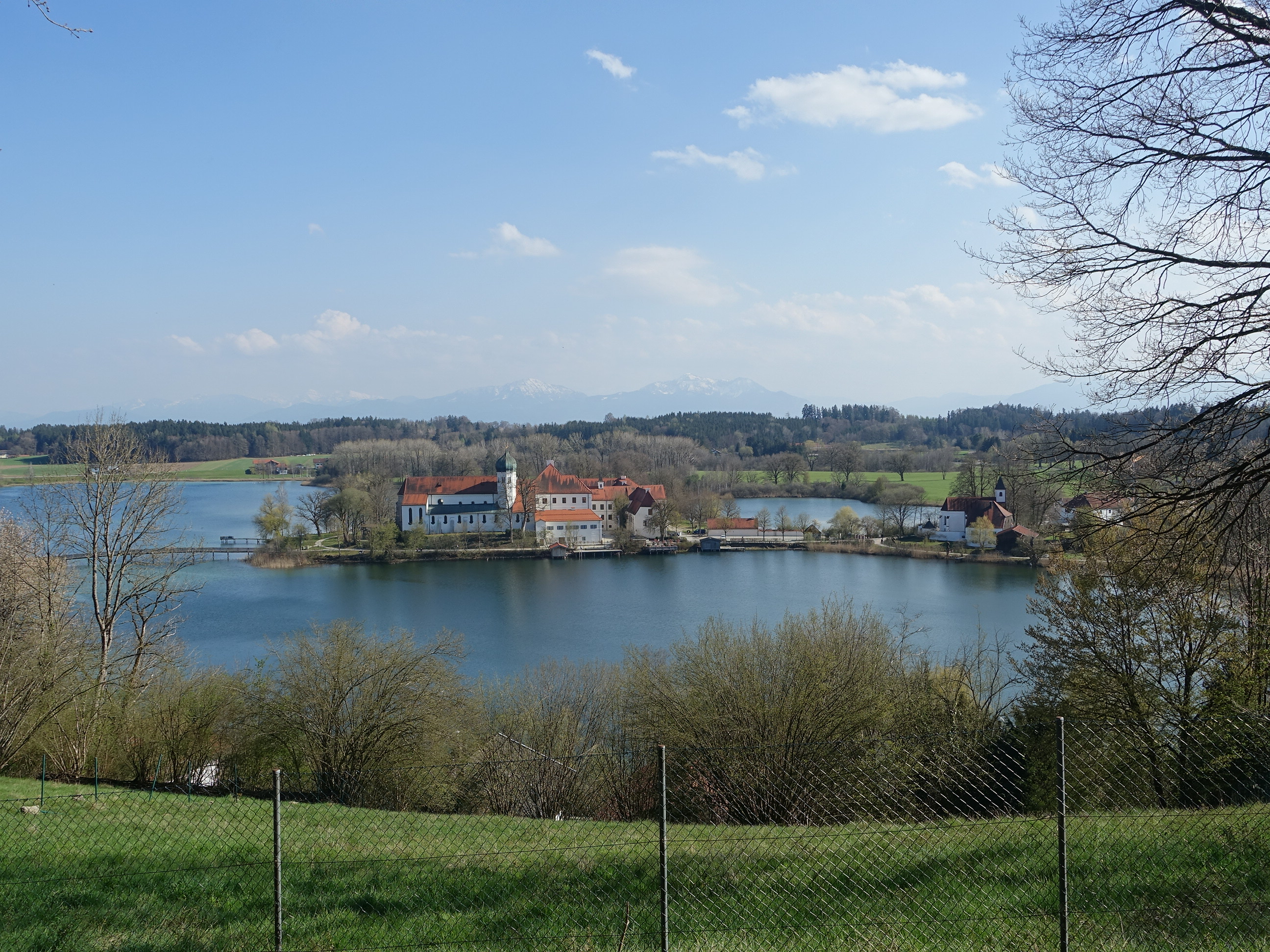
Klosterinsel Seeon

Das Kloster Seeon ist eine ehemalige Benediktinerabtei im Ortsteil Klosterseeon der Gemeinde Seeon-Seebruck im oberbayerischen Landkreis Traunstein. Das Zentrum der Anlage bildet die als Pfarrkirche dienende Kirche zum hl. Lampert. Das Klostergebäude wird heute als Kultur- und Bildungseinrichtung des Bezirks Oberbayern genutzt.
Das Kloster wurde 994 von Benediktinern gegründet. Nach der Säkularisation 1803 wurde es in ein Schloss umgewandelt und zu verschiedenen Zwecken genutzt, zeitweise war es im Besitz der Familie der Herzöge von Leuchtenberg.

## Geschichte

### Geschichte des Klosters bis zur Auflösung 1803
Das Kloster Seeon wurde im Jahre 994 vom Pfalzgrafen Aribo I. und seiner Ehefrau Adala an einem Ort, der ursprünglich Burgili hieß, gegründet. Benediktiner vom Kloster Sankt Emmeram aus Regensburg bezogen es. Auch die erste Zelle für die Benediktinerklosterkirche St. Lambert wurde in diesem Jahr gebaut. Das Kloster befindet sich auf einer Insel im Klostersee, an dem auch der Ort Seeon liegt. Aus der frühen Phase des Klosters sind keine baulichen oder archäologischen Befunde bekannt, genauso wenig kennt man aus den Jahrhunderten vor der Gründung archäologische Funde aus der direkten Umgebung. 999 nahm Kaiser Otto III. das Kloster unter seinen Schutz und verlieh ihm die Stellung einer Reichsabtei, die es 1201 mit der Schenkung des Klosters durch den römisch-deutschen König Philipp von Schwaben an den Erzbischof von Salzburg jedoch wieder verlor.
Die Benediktiner entwickelten bereits im 10. Jahrhundert eine bedeutende Schreibschule, in der nicht nur Handschriften für den eigenen Bedarf, sondern auch für andere Klöster und Kirchen angefertigt wurden. Bedeutendster Auftraggeber war Kaiser Heinrich II., der einen Teil der Bücher dem von ihm gegründeten Bistum Bamberg schenkte.

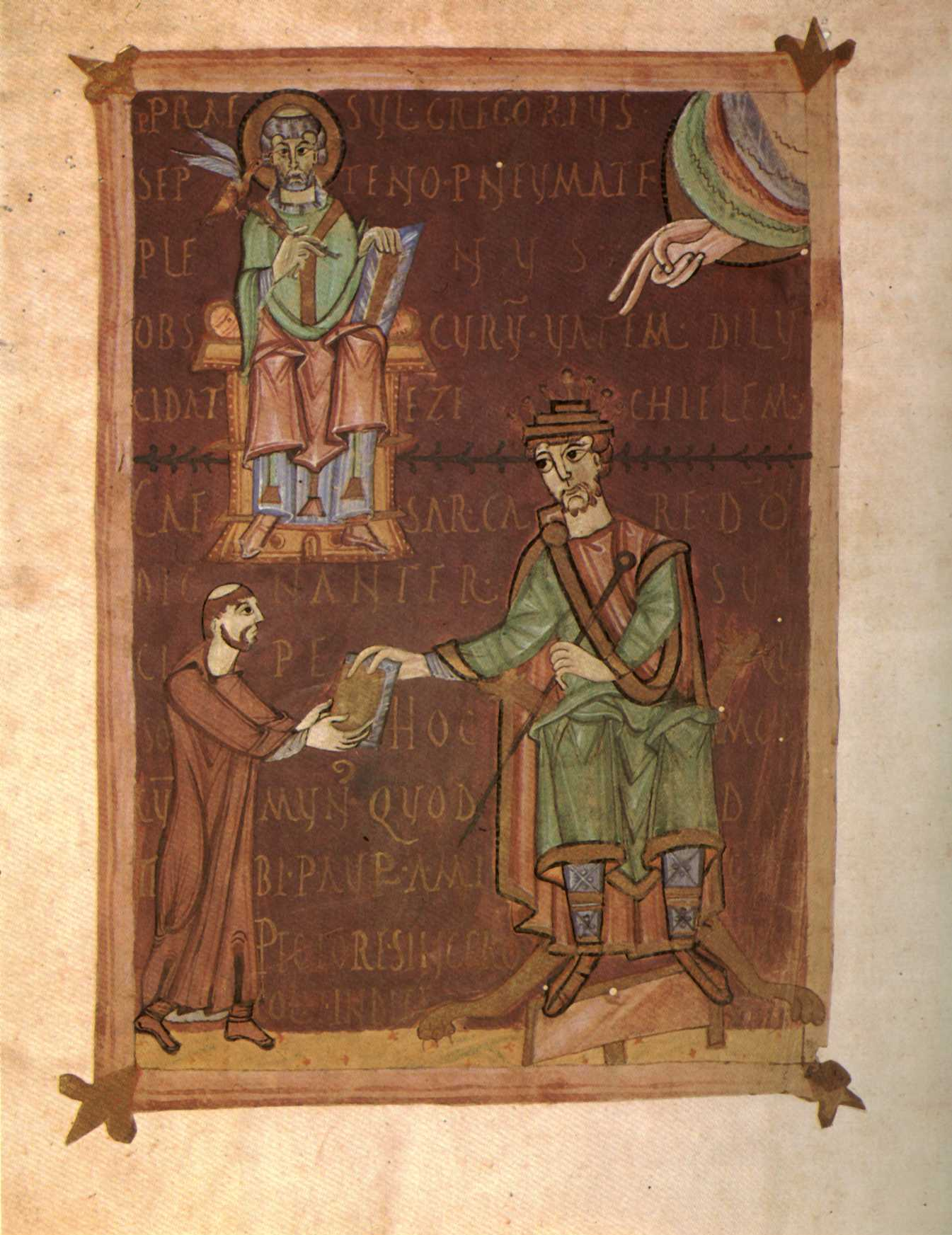
Bebo von Seeon übergibt Heinrich II. das Manuskript Gregors des Großen Moralia in Iob (Bamberg, Staatsbibliothek, Msc. Bibl. 84)
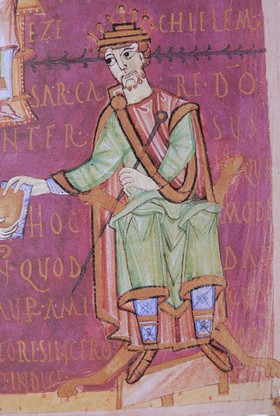
Detail Heinrichs II. (aus Msc. Bibl. 84)
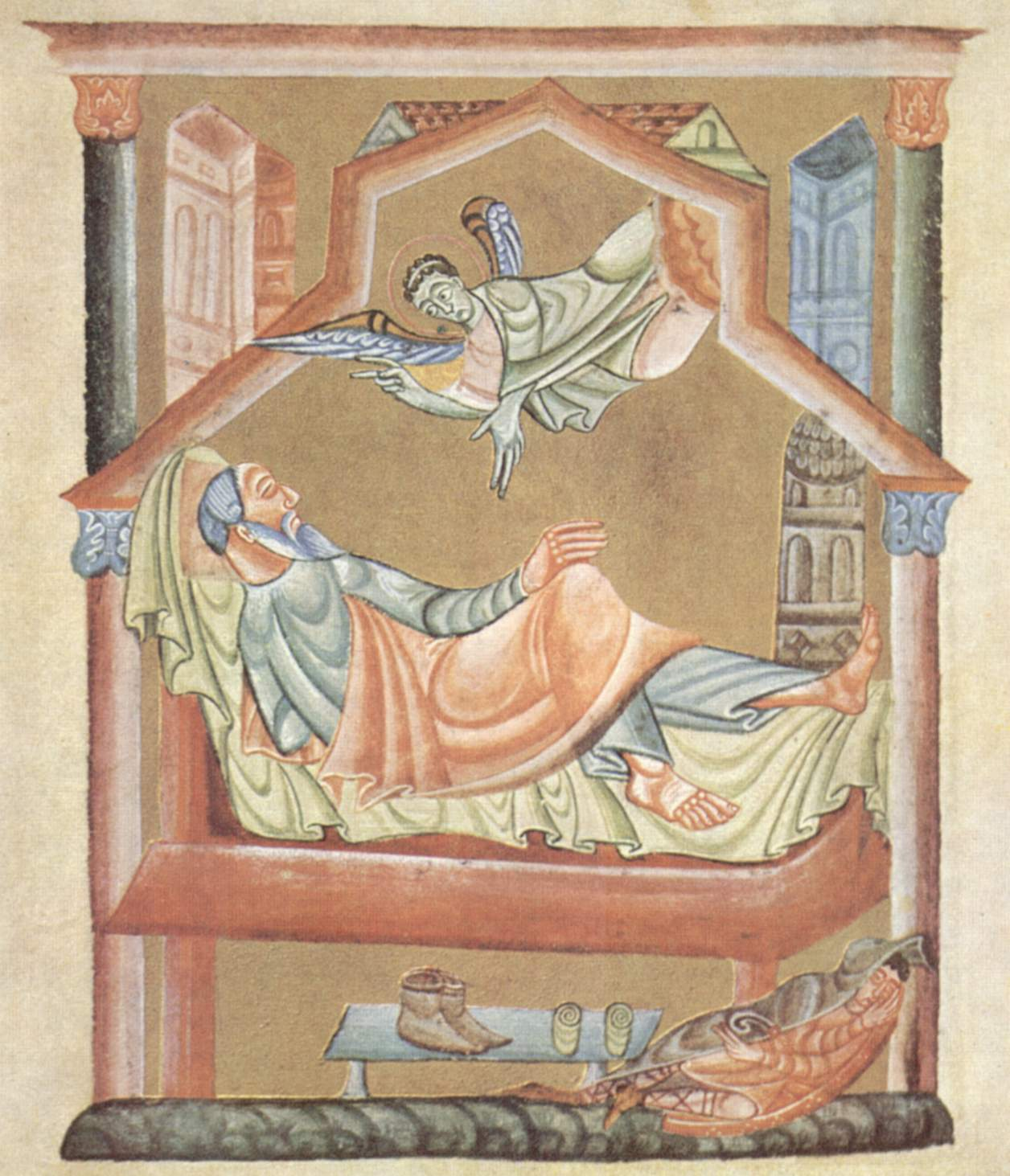
Evangelistar Heinrichs II. (Bamberg, Staatsbibliothek, Msc. Bibl. 95, fol. 8v): Der Traum des Josef
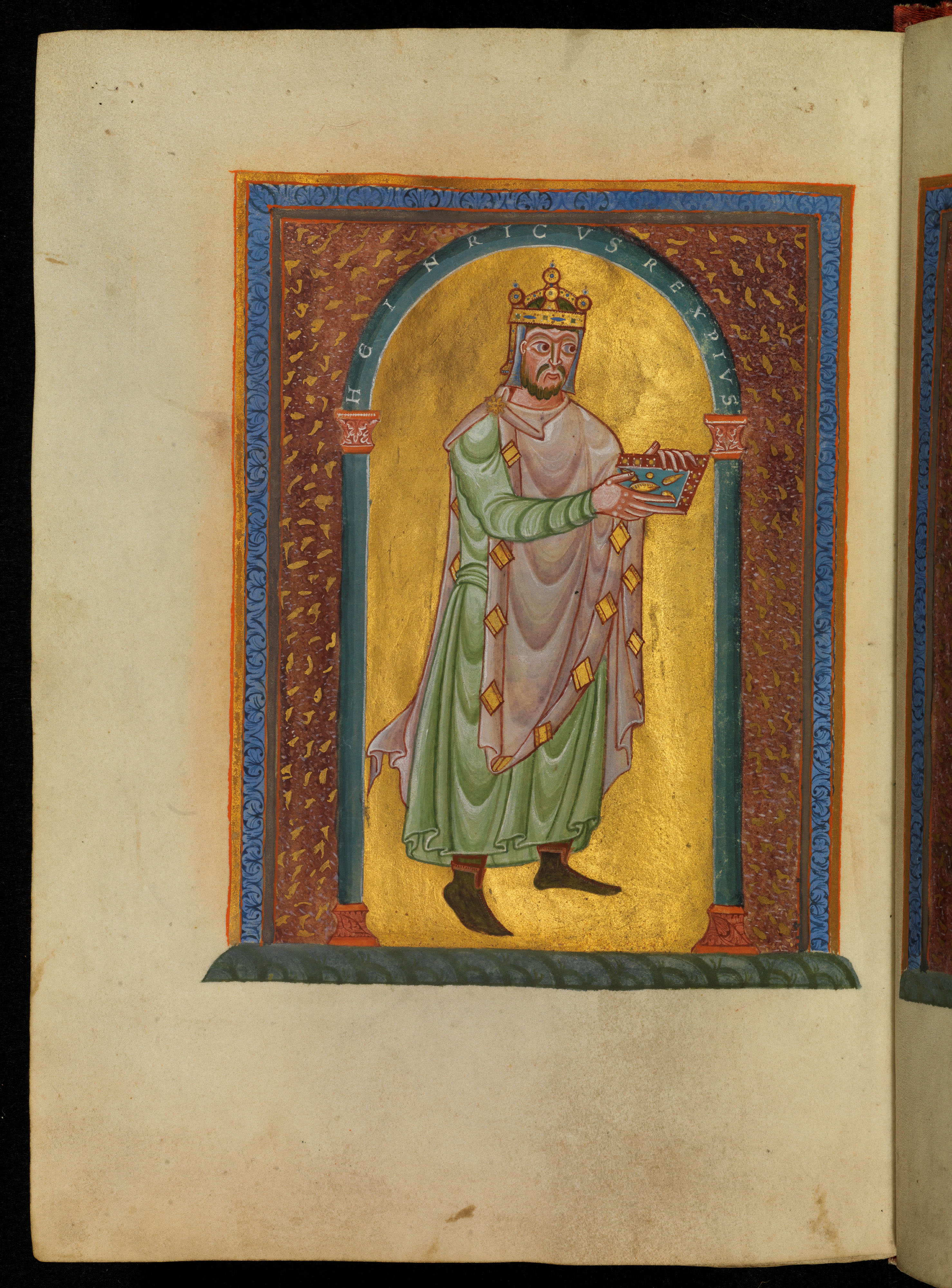
Evangelistar Heinrichs II. (Bamberg, Staatsbibliothek, Msc. Bibl.95, fol. 7v): Bildnis Heinrichs II.

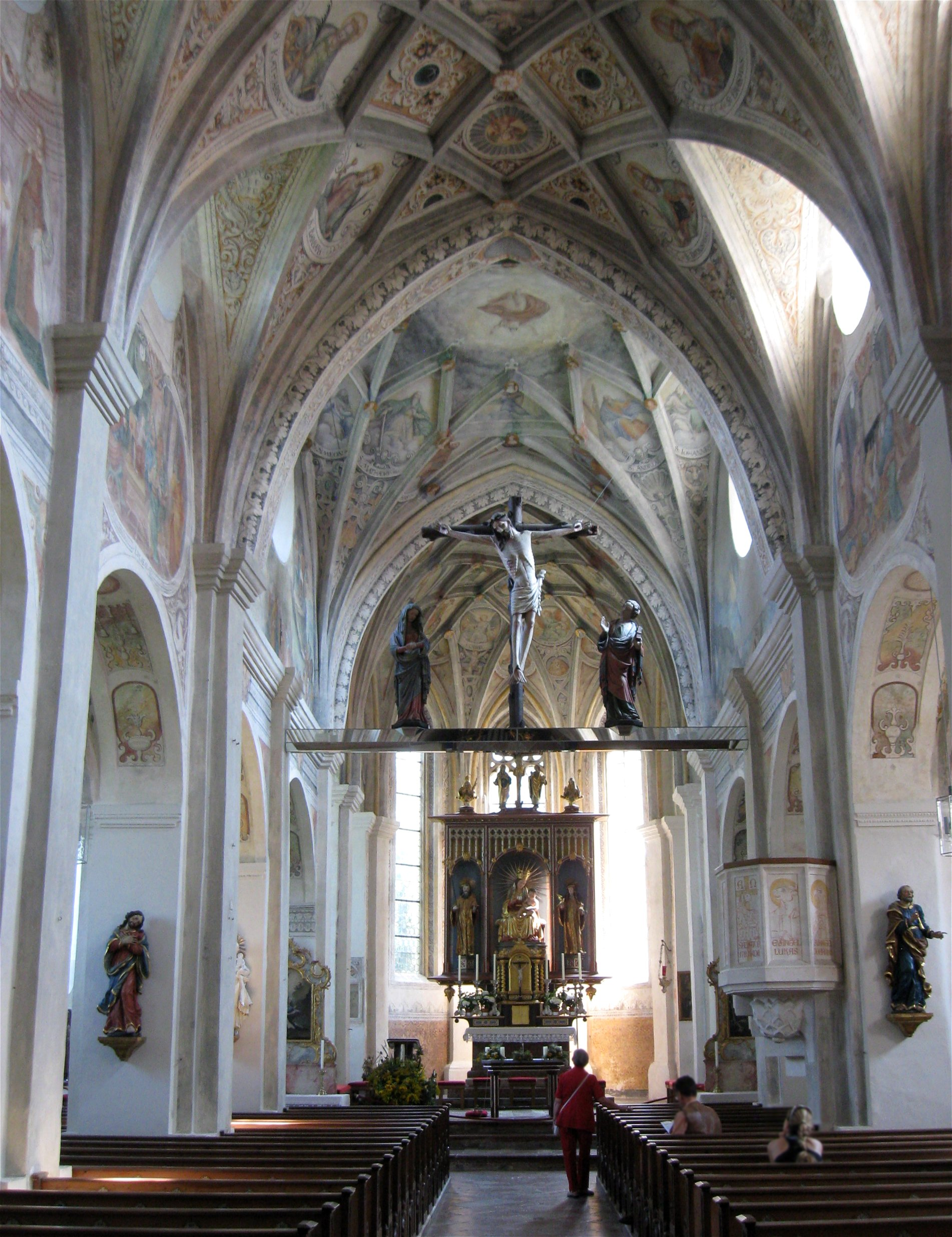
Innenraum der Kirche St. Lambert

Die Abtei hatte Verwaltungssitze in der Propstei Mühldorf, der Propstei Kling, der Propstei Sinning und der Propstei Trostberg.
Gegen Ende des 11. Jahrhunderts entstand ein Neubau des Klosters im romanischen Stil. Dieser Bau stand jedoch nur ein knappes Jahrhundert. Um 1180 errichtete man die im Wesentlichen noch heute bestehende Kirche mit einer Apsis als Abschluss im Osten.
Der Abt von Seeon erhielt im Jahr 1412 das Recht, die Pontifikalien zu tragen. Die Abteikirche wurde 1428/1433 von dem Burghauser Konrad Pürkhel im Stile der späten Gotik umgebaut. Die romanische Säulenbasilika wurde gewölbt und erhielt einen neuen Chor.
Martin II. Kötterlein, Abt von 1576 bis 1590, gilt wegen seiner umfassenden geistlichen und wirtschaftlichen Reformen als „zweiter Gründer“ des Klosters, das unter seinen Vorgängern wirtschaftlich schweren Schaden genommen hatte. Einzigartig ist die Ausmalung der Kirche mit den Renaissancefresken von 1579. Sie zeigen neben Szenen aus dem Christus- und Marienleben unter anderem auch die Schutzpatrone Benedikt und Lambert sowie die Klostergründer Aribo und Adala. Sehenswert sind auch der Grabstein aus Rotmarmor von Abt Honoratus Kolb, der das Kloster von 1634 bis 1652 leitete, sowie die in der Burgkapelle an den Wänden aufgereihten Grabsteine der Äbte aus dem 15. und 16. Jahrhundert. In der Mitte des Raumes steht das Stifterhochgrab des Pfalzgrafen Aribo I., gefertigt von Hans Heider um 1400. Zu besichtigen ist auch der renovierte Klosterkreuzgang.

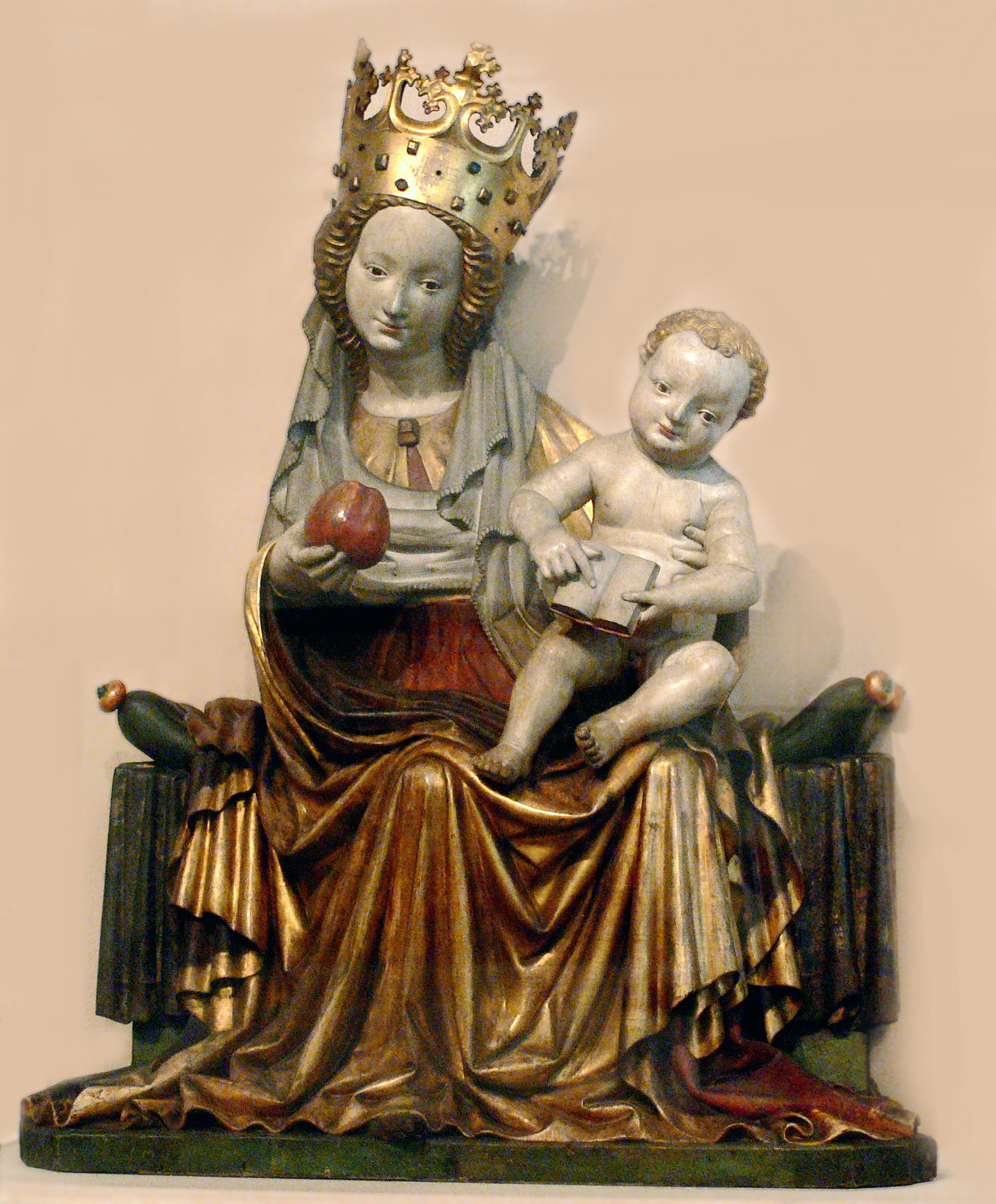
Die Seeoner Muttergottes

Die Madonna mit Kind (die Seeoner Muttergottes) – 1433 vom sog. Meister von Seeon geschaffen – gilt als eine der schönsten Darstellungen Mariens mit dem Kind. Sie steht seit 1855 im Bayerischen Nationalmuseum in München, eine Kopie steht seit 1947 im Hochaltar der jetzigen Pfarrkirche von Seeon. In der Sakristei der Seeoner Kirche befindet sich zudem eine noch ältere Madonna von 1380.
Die Kirche besaß ursprünglich nur einen, nämlich den Nordturm (nach dem Vorbild des Klosters Frauenchiemsee). Ende des 12. Jahrhunderts kam der zweite Turm hinzu. Die romanischen Türme erinnern an den Freisinger Dom und besitzen wie die der Münchner Frauenkirche Welsche Hauben (kupferne Zwiebeltürme), die erst nach einem Brand im Jahre 1561 hinzukamen. Der nördliche Turm (ohne Uhr) beherbergt ein historisch bedeutendes Vierergeläute aus Bronze in Schlagtonfolge f1 – a1 – c2 – d2. Die Glocken wurden 1558, 1561 und 1989 gegossen. In den Jahren 1657–1670 wurde die Kirche um eine Sakristei in der Marienkapelle, den Betchor und eine Gruft unter der Barbarakapelle erweitert.
Bis zur Säkularisation war das Benediktinerkloster Seeon auch ein Ort der Gelehrsamkeit und der Kultur: Haydn war zu Gast und Mozart wirkte hier zwischen 1767 und 1769. Noch 1771 wurden von ihm Offertorien aufgeführt. Mozart schrieb speziell für das Kloster Seeon zwei Offertorien: Scande coeli limina (KV 34; 1769) und Inter natos Mulierum (KV 72; 1771). Die sog. Mozarteiche, unter der er der Überlieferung nach gerne gesessen haben soll, wächst bis heute am Seeoner See.

### 19. bis 21. Jahrhundert

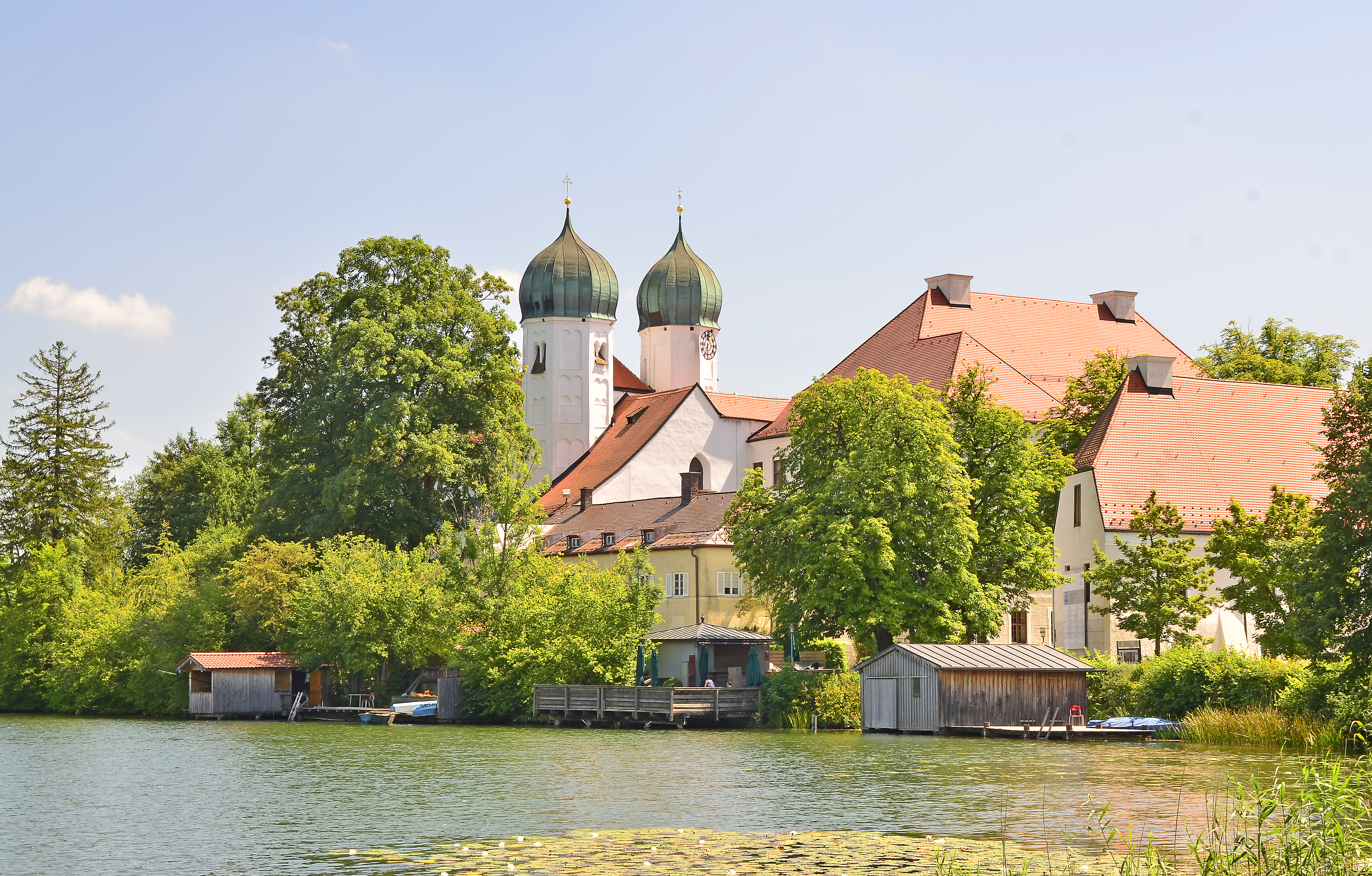
Kloster Seeon, Ansicht von Westen

1803 wurde das Inselkloster aufgelöst und der Besitz durch das Kurfürstentum Bayern versteigert. Der Münchner Bäcker Franz Xaver Distler erwarb den größten Teil der Gebäude in Seeon. Die Wallfahrtskirche Maria Eck bei Siegsdorf, die sich ebenfalls im Besitz des Klosters befunden hatte, kam nach längeren Querelen mit der Bevölkerung 1810 an den Traunsteiner Brauer Felix Obermair. Die Klosterkirche St. Lambert wurde als Pfarrkirche für den nahe gelegenen Ort (Nieder-)Seeon bestimmt. Die Klostergebäude wurden in der Folge als Brauerei und als Heilbad genutzt. Das Spital und die Bibliothek wurden abgebrochen und ein Damm zum Festland angelegt.
Amélie von Leuchtenberg, die frühere Kaiserin von Brasilien, erwarb 1852 die ehemaligen Klostergebäude. Bis 1934 blieben sie im Besitz der Herzöge von Leuchtenberg. Dann ersteigerte der Industrielle Max Wiskott die Klosteranlage und vermietete sie an die NSDAP zur Errichtung einer SA-Schule und von Schulungsstätten des Reichsarbeitsdienstes. Ab 1945 fungierte Seeon zuerst als Lazarett, dann als Flüchtlingslager. 1958 bis 1978 war das Kloster Schule des Bundesgrenzschutzes, dann Kaserne der Bayerischen Bereitschaftspolizei. 1979 wurde es durch das Erzbistum München und Freising erworben, um einen gerüchteweise drohenden Ankauf durch die Bhagwan-Sekte zu verhindern.
1986 wurde der Gebäudekomplex vom Bezirk Oberbayern erworben; 1993 wurde er nach längerer Sanierungs- und Modernisierungszeit als Kultur- und Bildungszentrum mit Tagungshotel wieder eröffnet. Heute werden hier Konzerte und Ausstellungen sowie Seminare, Tagungen und Workshops abgehalten. Das Tagungshotel verfügt über 89 Gästezimmer und 14 Tagungsräume.
Seit 2017 findet hier die ehemals in Wildbad Kreuth beheimatete Klausur der CSU-Landesgruppe des Deutschen Bundestages statt.

## Liste der Äbte von Kloster Seeon
Quelle
1. Adalbert, 994
2. Gerhard, 1004, 1020
3. Gunther I.
4. Gaminold, 1026
5. Hartnid
6. Engilbert
7. Gerold
8. Eberhard
9. Rudolf, † 1102
10. Gunther II., 1139
11. Albert
12. Bernhard, 1140
13. Wolfger, 1144
14. Irimbert, 1147
15. Haimo, um 1157
16. Siboto, 1169, 1180
17. Alban, 1195
18. Hartmann, 1205
19. Heinrich I., 1216, 1218

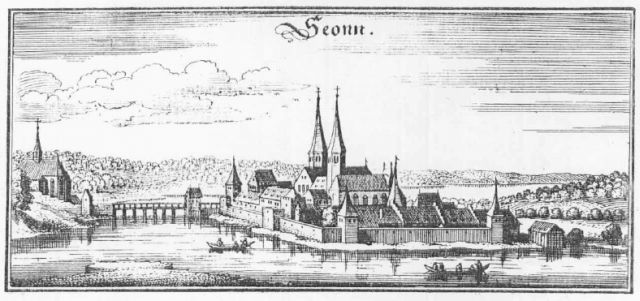
Kupferstich in der Topographia Germaniae des Matthäus Merian, um 1644

20. Ulrich I. Bartenhauser, 1238, 1247
21. Albert, 1257, 1266
22. Dietrich I., 1275, 1284
23. Heinrich II., 1289, † 1303
24. Peter I., 1309, † 1311
25. Dietrich II., 1312, † 1318
26. Heinrich III., 1319–1348
27. Rupert, 1351
28. Conrad Schalkner, † 1374
29. Peter II. Kienberger, 1376
30. Friedrich, 1384
31. Simon Farcher (Abt 1385–1412)
32. Erhard I. Farcher (Abt 1412–1438, erhielt im Jahr 1412 das Recht, die Pontifikalien zu tragen)
33. Wilhelm Höpf, 1438–1442
34. Johann Heuppel (Abt 1442–1476)
35. Balthasar I. (Abt 1476–1480)
36. Erhard II. Manseer/Mondseer (Abt 1480–1489)
37. Balthasar II., 1490–1492
38. Franz (Franziskus) Wider (Abt 1492–1521)
39. Hieronymus (Abt 1521–1529)
40. Georg Neunhauser (Abt 1529–1533)
41. Martin I. (Abt 1533–1549)
42. Heinrich IV. Hunger (Abt 1549–1569)
43. Wolfgang Finauer (Abt 1569–1575, führte das Kloster vollends in den Ruin, resignierte 1575)
44. Martin II. Kötterlein (lebte bis 1590, Abt 1576–28. Februar 1590, externer Reform-Abt, aus Nürnberg stammend, zuvor Konventuale im Kloster Tegernsee, auf Initiative von Herzog Albrecht V. von Erzbischof Johann Jakob von Salzburg ernannt, da das Kloster in geistlichen wie weltlichen Belangen unter dem Vorgänger großen Schaden genommen hatte, dieser Abt gilt wegen seiner umfassenden geistlichen und wirtschaftlichen Reformen als „zweiter Gründer“ des Klosters)
45. Paul Manazeder (lebte bis 1602, Abt 1590–16. Oktober 1602, von Erzbischof Wolf Dietrich von Salzburg bestätigt, zuvor Konventuale und Priester)
46. Benedikt Fischer (Piscator) (lebte bis 1609, Abt 1602–1609, 1603 von Erzbischof Wolf Dietrich von Salzburg investiert, zuvor Priester und Konventuale)
47. Sigmund (Sigismund) Dullinger (lebte bis 1634, Abt 1609–1634, am 24. Juni 1609 von Erzbischof Wolf Dietrich von Salzburg bestätigt, zuvor Priester, Konventuale und Prior)
48. Honoratus Kolb (lebte 16. Jänner 1603–13. Mai 1670, Abt 1634–1653, zuvor Prior, am 13. Jänner 1635 von Erzbischof Paris von Salzburg bestätigt, dieser Abt öffnete das Kloster der Barockkunst und legte den Grundstock für die kulturelle Bedeutung Seeons in Literatur und Musikpflege, resignierte 1653)
49. Columban I. Freitlsperger (Abt 1653–1665, am 16. August 1653 von Erzbischof Paris von Salzburg bestätigt, zuvor Prior)
50. Romanus Müller (Abt 1665–1671, am 10. November 1665 von Erzbischof Guidobald von Salzburg bestätigt, zuvor Priester und Konventuale)
51. Adalbert II. Gruber (lebte bis 1694, Abt 1671–1694)
52. Marian Berger (lebte bis 1701, Abt 1694–1701, am 27. Oktober 1694 von Erzbischof Johann Ernst von Salzburg bestätigt, zuvor Prior)
53. Columban II. Freitlsperger (lebte bis 1727, Abt 1701–1727, am 2. Juli 1701 von Erzbischof Johann Ernst von Salzburg bestätigt)
54. Rufin bzw. Rufinus Mayr (lebte bis 1753, Abt 1727–1753, am 26. April 1727 von Erzbischof Franz Anton von Salzburg bestätigt)
55. Benedikt II. Reicherseder (lebte bis 1760, Abt 1753–1760, am 29. Dezember 1753 von Erzbischof Sigismund Christoph von Salzburg bestätigt)
56. Augustin Sedlmayr (lebte 28. August 1712–6. Dezember 1794, Abt 1760–1793, am 20. Juli 1760 von Erzbischof Sigismund Christoph von Salzburg bestätigt)
57. Lambert Neusser (Abt 1793–1803, lebte bis 1817)

## Sonstiges
- Das Volkslied Dunkle Wolken ist in Melodie und erster Textstrophe durch den Benediktinerpater Johannes Werlin aus dem Kloster Seeon überliefert, der es 1646 in seine Liedersammlung aufnahm.
- In der Oberen Pfarre zu Bamberg befindet sich das Epitaph zweier Äbte des Klosters Seeon. Dieses Grabdenkmal für den Reformabt des Klosters Seeon Martin II. Kötterlein († 28. Februar 1590) und dessen Nachfolger Paul Manezeder († 16. Oktober 1602) ist aus Solnhofener Stein und kam zu unbekannter Zeit in diese Pfarrkirche; es ist für 1887 nachgewiesen. Auf der linken Seite sind das Wappen und wohl auch das Bildnis des Abtes Martin und rechts Wappen und wohl auch wieder dessen Darstellung von Abt Paul Manezeder zu sehen.
- Wolfgang Amadeus Mozart komponierte im Jahr 1771 für das Kloster Seeon das Offertorium „Inter natos mulierum“ KV 72 über Johannes den Täufer.
- 1984 wurde auf dem Friedhof der Kirche St. Walburg in Seeon die Urne mit der Asche von Anna Anderson beigesetzt, die internationale Bekanntheit erlangte, weil sie ihr Leben lang behauptete, die Großfürstin Anastasia und damit einzig überlebende Tochter des letzten russischen Zaren zu sein.
- Am Ostufer des Klostersees (Schulstraße) befindet sich eine Limnologische Forschungsstation der Ludwig-Maximilians-Universität München, die früher (seit 1947) eine Biologische Station des Bund Naturschutz in Bayern war.